# Zomicarpa
Zomicarpa es un género con 3 especies de plantas con flores perteneciente a la familia Araceae. Es originario de Brasil.

## Taxonomía
El género fue descrito por Heinrich Wilhelm Schott y publicado en Synopsis Aroidearum : complectens enumerationem systematicam generum et specierum hujus ordinis. I 33. 1856. La especie tipo es:  Zomicarpa pythonium

## Especies
- Zomicarpa pythonium
- Zomicarpa riedelianum
- Zomicarpa stegeriana